# Золочевская городская община
Золочевская городская общи́на (укр. Золочівська міська громада) — территориальная община в Золочевском районе Львовской области Украины.
Административный центр — город Золочев.
Население составляет 49 243 человек. Площадь — 629 км².

## Населённые пункты
В состав общины входит 1 город (Золочев) и 66 сёл:
- Белый Камень
- Бор
- Бонишин
- Бужок
- Великая Ольшаница
- Верхобуж
- Вороняки
- Гаваретчина
- Гологорки
- Гологоры
- Гончаровка
- Городилов
- Грабово
- Гутище
- Деревянки
- Елиховичи
- Жуличи
- Залесье
- Зарваница
- Зашков
- Зозули
- Золочевка
- Каменистое
- Кийков
- Княже
- Кобылеччина
- Казаки
- Колтов
- Копани
- Кругов
- Лесовые
- Луг
- Лука
- Майдан-Гологорский
- Митулин
- Монастырёк
- Новоселище
- Новосёлки
- Обертасов
- Опаки
- Осовица
- Папирня
- Подгородное
- Подлипцы
- Подлесье
- Песок
- Плугов
- Побоч
- Почапы
- Розваж
- Руда
- Руда-Колтовская
- Сасов
- Скварява
- Стадня
- Стенка
- Струтин
- Тростянец
- Трудовач
- Ушня
- Хильчицы
- Хмелевая
- Хомец
- Червоное
- Черемошня
- Ясеновцы